# Eneasroman

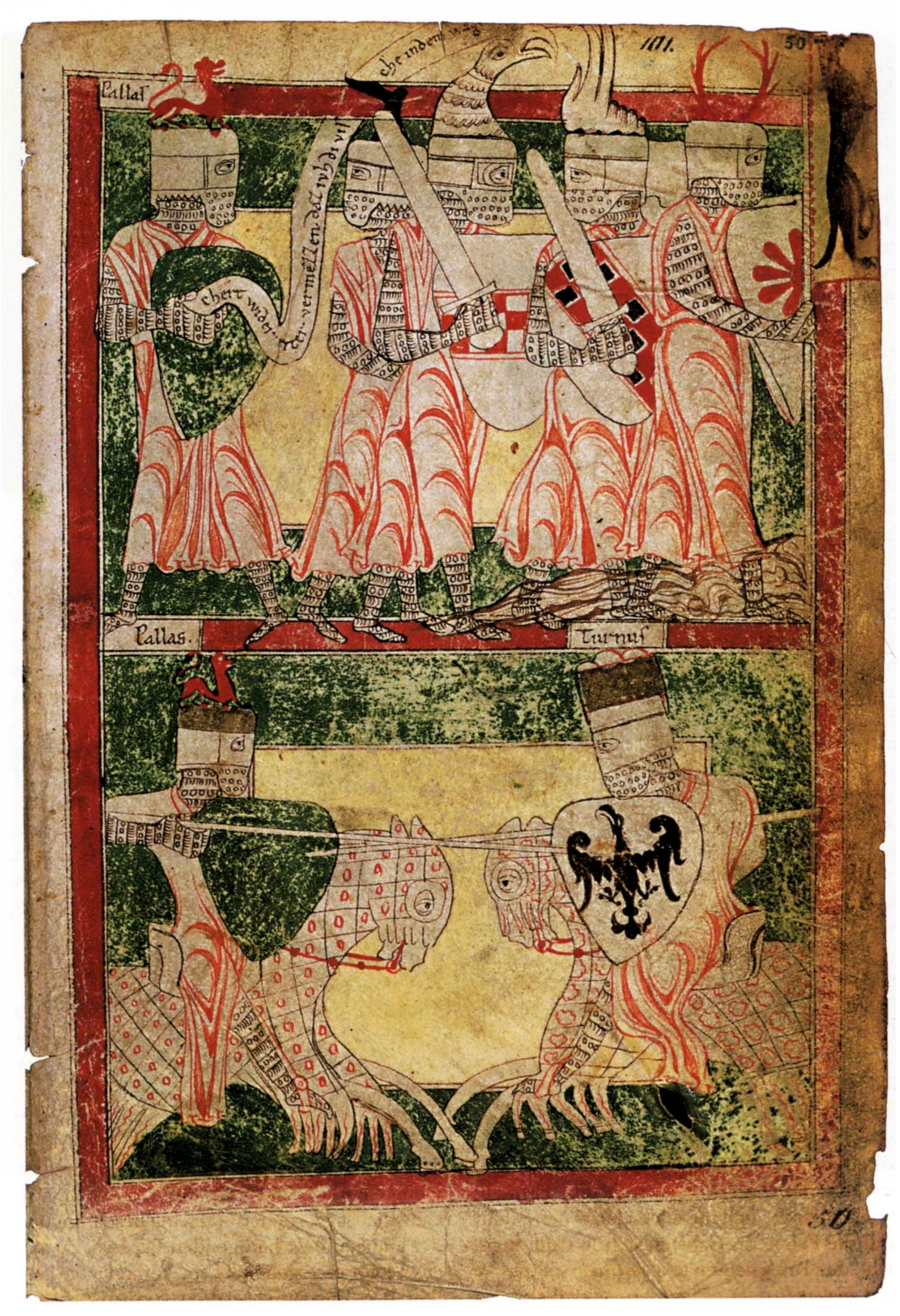
Eneasroman

De Eneasroman is het omvangrijkste werk van Hendrik van Veldeke. Voor zover bekend is dit tevens de eerste hoofse roman in een Germaanse taal.
Het grootste deel hiervan schreef Veldeke rond 1175. Blijkens de epiloog van de Eneasroman liet hij zijn voor vier vijfde voltooide manuscript lezen aan de gravin van Kleef, die het aan een van haar hofdames toevertrouwde. Het werd gestolen en Veldeke kreeg het pas terug in 1184 van paltsgraaf Herman van Thüringen, die hem de opdracht gaf het te voltooien. De identiteit van de dief is altijd onduidelijk gebleven. Volgens sommigen zou het gaan om Hendrik Raspe, broer van Herman van Thüringen; volgens anderen was Heinrich van Schwarzburg de dief. Deze was in een vete verwikkeld met landgraaf Lodewijk III van Thüringen, de oudste broer van Herman en tevens bruidegom van de gravin van Kleef.
Veldekes Eneas is de eerste hoofse roman in een Germaanse taal. Hij besteedde veel aandacht aan de hoofse liefde, de hoofse deugden (gematigdheid, beheersing, welsprekendheid... ) en de schoonheid van het hoofse leven. Ondanks de tragische gebeurtenissen in het verhaal (bijvoorbeeld de zelfmoord van Dido en het sneuvelen van Pallas, Eneas’ strijdmakker, en vele andere helden) overheerst toch de positieve toon. Zo beschrijft hij aan het eind van zijn roman met groot enthousiasme de bruiloft van Eneas en Lavinia, waarin een optimistisch mens- en wereldbeeld wordt weergegeven, de apotheose van de roman. Veldeke laat niet na om deze bruiloft te vergelijken met de hofdag die keizer Frederik Barbarossa in 1184 te Mainz organiseerde. Dit is een van de argumenten die men vaak ingeroepen heeft om aan te tonen dat Veldeke voor de entourage van de keizer schreef. In dit licht moet misschien ook de stofkeuze worden gezien. Het verhaal van Eneas is immers ook het relaas van de stichting van Rome, en de Duitse keizers zagen zich als de voortzetters van het Romeinse keizerrijk. Middeleeuwse vorstenhuizen lieten wel vaker gefingeerde stambomen optekenen die teruggingen naar de Trojanen.
Het feit dat de Eneasroman uitsluitend in een Middelhoogduitse versie is overgeleverd, heeft de vraag doen rijzen of het deel van de roman dat hij aan de gravin van Kleef liet lezen, oorspronkelijk in het Maaslands dan wel in het Middelhoogduits was geschreven. Aan het Kleefse hof werd het Limburgs even goed of beter begrepen dan het Middelduits. Duitse wetenschappers denken daarom dat ook die tekst oorspronkelijk in het Maaslands was. Dit Maaslands van Veldeke was in elk geval Nederfrankisch, de voorloper van het Nederlands en niet van het Duits. Germanisten als Otto Behaghel (in zijn uitgave van 1882), Theodor Frings en Gabriele Schieb (in hun uitgave van 1964-1970) waren van mening dat Veldeke de Eneas in zijn moedertaal had geschreven. Ze hebben zelfs geprobeerd deze verloren versie te reconstrueren. Deze reconstructie is in de ogen van vele hedendaagse filologen te hypothetisch. Doorgaans gaan ze terug naar de kritische uitgave van Ludwig Ettmüller van 1852, of verkiezen ze de diplomatische uitgave van het fraai geïllustreerde Berlijnse handschrift (Berlijn, Staatsbibliothek Preußischer Kulturbesitz, germ. fol. 282) door Hans Fromm van 1992. Volgens de Bonnse germanist Thomas Klein hanteerde Veldeke  'neutrale' rijmen. Dat betekent dat hij bewust rijmparen selecteerde die zowel in het Maaslands als in het Middelhoogduits mogelijk waren. Wapen/slapen in het Maaslands wordt wâfen/slâfen in het Middelhoogduits; het Maaslandse rijm jare/mare wordt daarentegen in het Middelhoogduits jâre/mære (spreek uit: mère), en zou dus niet in aanmerking zijn gekomen. Dezelfde techniek heeft Veldeke volgens Klein ook gebruikt in zijn Servaas. Blijkbaar hoopte hij op die manier met een minimale inspanning van een bewerker een zo breed mogelijk publiek te bereiken.
In 2011 verscheen van de Eneasroman een volledige Nederlandse vertaling van de hand van Rika Heymans (Via Libra, Antwerpen, ISBN 978 90 7761 115 9).